# 捏坤太师
捏坤太师（?—?），又作捏昆太石，《元史·宗室世系表》作聂昆大司，《亲征录》作捏群大石。蒙古合不勒汗之孙，八哩丹的次子，成吉思汗的二伯父。
太师是辽朝封赐草原部族贵族、首领的官号。捏坤太师在三弟也速该去世后，投靠了泰赤乌部，住进了森林里，他的后裔形成了你儿·槐因部。他的侄子铁木真崛起时，他已经去世，他的四弟答里台和他的兒子忽察兒归附了铁木真。